# Isabella Augusta Persse Gregoryová
Isabella Augusta Persse Gregoryová, známá také jako Lady Gregory (5. března 1852 Roxborough, Galway – 22. května 1932) byla irská spisovatelka a dramatička, představitelka irského literárního obrození 19. století.
Roku 1880 si vzala za muže anglického politika a bývalého guvernéra Cejlonu (dnes Srí Lanka). Po jeho smrti v roce 1892 začala psát. V roce 1896 se spřátelila s Williamem Butlerem Yeatsem, jehož později i finančně podporovala. Roku 1904 spoluzaložila (spolu s Yeatsem a Johnem Millingtonem Syngem) Abbey Theatre v Dublinu, klíčové centrum irské kultury té doby. Napsala a zinscenovala pro něj čtyřicítku dramat z rolnického prostředí. Vydala též několik sbírek irských ság a mýtů, které přeložila do angličtiny, přesněji do upraveného místního dialektu, jež nazvala Kiltartanese. Psala v něm i některé své hry. Politicky víceméně podporovala irský nacionalismus, k irské revoluci však měla rozporuplný vztah a v osobní korespondenci vyslovovala obavy z "irské vztekliny" a nástupu "vesnických tyranů".